# Apela forbesi
Apela forbesi är en fjärilsart som beskrevs av Paul Thiaucourt 1984. Apela forbesi ingår i släktet Apela och familjen tandspinnare. Inga underarter finns listade i Catalogue of Life.